# Fritziana ohausi
Fritziana ohausi – gatunek południowoamerykańskiego płaza bezogonowego z rodziny Hemiphractidae.

## Taksonomia
Gatunek był tradycyjnie zaliczany do rodziny rzekotkowatych. Frost i współpracownicy (2006) przenieśli go wraz z całym rodzajem Flectonotus, do którego był wówczas zaliczany, do odrębnej rodziny Amphignathodontidae; Pyron i Wiens (2011) zsynonimizowali Amphignathodontidae z Hemiphractidae.

## Występowanie, habitat i rozmnażanie
Podobnie jak w przypadku niektórych innych gatunków tego samego rodzaju jedynym miejscem życia zwierzęcia jest południowy wschód Brazylii (stany Rio de Janeiro i São Paulo, według niektórych także Espírito Santo). Obszar ten obejmuje kilka terenów chronionych. Osobniki spotyka się na wysokościach od 600 do 1200 metrów nad poziomem morza. Siedlisko życia tego zwierzęcia to pierwotne lasy, w tym bambusowe. Płazy znajduje się na liściach. Płaz radzi sobie z pewnymi zmianami w środowisku dokonanymi przez człowieka, nie jest jednakże w stanie przetrwać na terenie całkowicie wylesionym i pozbawionym bambusa.

## Rozmnażanie
Jak u innych gatunków rodzaju Fritziana opieką nad jajami zajmuje się samica. Jednakże składa ona kijanki nie do zbiornika wodnego tworzonego przez ananasowate, jak to miało miejsce w ich przypadku, ale do łodygi bambusa. Dlatego też rośliny te są niezbędne dla przetrwania gatunku.

## Status
Płaz ten występuje bardzo pospolicie. Na niektórych obszarach odnotowano spadek liczebności.
Obecnie nie ma większych zagrożeń dla istnienia gatunku, choć w lesie atlantyckim, który zamieszkuje, postępuje utrata i degradacja siedlisk.